# Hidroconformado por explosión
El hidroconformado por explosión es una variante del proceso de hidroconformado. En esta variante se utiliza una carga explosiva para ejercer la presión necesaria para el conformado de la pieza. Con este proceso es posible trabajar con chapas de gran tamaño, utilizar espesores de chapa elevados, productos con una elevada resistencia mecánica y dimensiones muy precisas.
Los modernos procesos de conformado por explosivos, conformado electrohidráulico y conformado electromagnético (llamados procesos de conformado de alta velocidad), se utilizan cuando se requieren energías superiores a los 2·10^6 Julios. Estos procesos se aplican a materiales de alta resistencia mecánica en los que una onda de choque generada por medios químicos(conformado por explosivos), eléctrico (conformado electrohidráulico) o magnéticos (conformado
electromagnético) hace al material fluir libremente dentro de la cavidad de una matriz.

## Tipos de hidroconformado por explosión

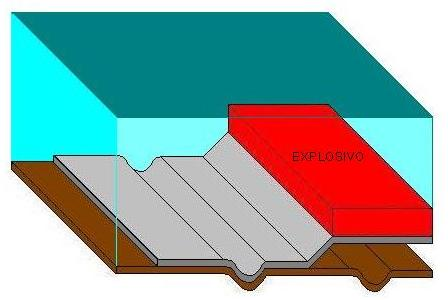
Hidroconformado por explosión.

Según la colocación de la carga explosiva , se pueden diferenciar dos métodos distintos:
- Método de enfrentamiento: La carga explosiva se activa en el interior del fluido de trabajo, que suele ser agua, aceite o aire. Cuando la carga estalla, la fuerza resultante se transmite a través del líquido provocando de esta forma que el metal adopte la forma de la matriz.
- Método de contacto: En este caso la carga explosiva se encuentra en contacto directo con el metal a deformar. Este proceso genera una presión mucho mayor que con el método anterior.

## Método de enfrentamiento
El conformado por explosión involucra el uso de una carga explosiva para formar una lámina o placa de metal dentro de la cavidad de un dado o molde. Un método de realizar el proceso se ilustra en la figura. La pieza de trabajo se fija y se sella sobre el dado, practicando el vacío en la cavidad. El aparato se coloca entonces en un recipiente grande de agua. Se coloca una carga explosiva en el agua a cierta distancia sobre el trabajo. La detonación de la carga produce una onda de choque cuya energía se trasmite a través del agua, causando la deformación rápida de la parte dentro de la cavidad. El tamaño de la carga explosiva y la distancia a la que debe colocarse sobre la parte es más bien materia de arte y experiencia. El formado con explosivos se reserva para partes grandes, típicas de la industria aeroespacial.